# Gran Premio del Nervión
El Gran Premio del Nervión es una competición anual de remo, concretamente de traineras, que tiene lugar en el Abra de Bilbao. La regata ha recibido diferentes nombres a lo largo de la historia.

## Historia
La primera regata de traineras en Bilbao tuvo lugar en 1887 con motivo de la visita de la reina María Cristina, y contó con la participación de traineras de Bermeo, Ondárroa, Santurce y Ciérvana, venciendo una de las traineras de Ondárroa. En los años siguientes las regatas se fueron organizando, aunque de forma intermitente, con el nombre de Regatas del Abra. 
Es en 1966 cuando se organizan de nuevo, esta vez bajo el nombre de Gran Premio del Nervión, que años después volvería a cambiar por Bandera del Nervión. Esa primera edición de la nueva época levantó una enorme expectación por la gran rivalidad existente entre las tripulaciones guipuzcoanas y santanderinas, y se anunció profusamente como la Regata del Siglo. Participaron ocho traineras; dos de Guipúzcoa (Fuenterrabía y Pasajes de San Juan), dos de Vizcaya (Iberia y Kaiku), tres de Santander (Astillero, Pedreña y Peñacastillo) y una de Asturias (Castropol). Tras las eliminatorias de la primera jornada pasaron a la gran regata final Castropol, Pedreña, Fuenterrabía y Pasajes, y en ella triunfa Pedreña con 10 segundos de ventaja sobre Fuenterrabía, inclinando pues del lado santanderino la supremacía.

## Palmarés del Gran Premio del Nervión
| Año  | Campeón              | Segundo              | Tercero              |
| ---- | -------------------- | -------------------- | -------------------- |
| 1966 | Pedreña              | Fuenterrabía         | Pasajes de San Juan  |
| 1967 | Fuenterrabía         | Orio                 | Astillero            |
| 1968 | Fuenterrabía         | Lasarte Michelín     | Pedreña              |
| 1969 | Lasarte Michelín     | Pasajes de San Juan  | Fuenterrabía         |
| 1970 | Orio                 | Astillero            | Lasarte Michelín     |
| 1971 | Astillero            | Orio                 | Lasarte Michelín     |
| 1972 | Astillero            | Guetaria             | Orio                 |
| 1973 | Orio                 | Lasarte Michelín     | Fuenterrabía         |
| 1974 | Orio                 | Lasarte Michelín     | Astillero            |
| 1975 | Lasarte Michelín     | Castro               | Orio                 |
| 1976 | Santurce             | Orio                 | Lasarte Michelín     |
| 1977 | Santurce             | Orio                 | Kaiku                |
| 1978 | Kaiku                | Pasajes de San Juan  | Santurce             |
| 1979 | Santurce             | Kaiku                | Orio                 |
| 1980 | Kaiku                | Fuenterrabía         | Santurce             |
| 1981 | Kaiku                | Zumaya               | Algorta              |
| 1982 | Kaiku                | Santurce             | Algorta              |
| 1983 | Zumaya               | Santurce             | Kaiku                |
| 1984 | Zumaya               | Orio                 | Algorta              |
| 1985 | Pasajes de San Juan  | Kaiku                | Zumaya               |
| 1986 | Zumaya               | Pasajes de San Juan  | Kaiku                |
| 1987 | Pasajes de San Pedro | Zumaya               | Koxtape              |
| 1988 | Pasajes de San Juan  | Pasajes de San Pedro | Santurce             |
| 1989 | Pasajes de San Pedro | Pasajes de San Juan  | Santurce             |
| 1990 | Pasajes de San Pedro | Pasajes de San Juan  | Ciérvana             |
| 1991 | Pasajes de San Pedro | Orio                 | Ciérvana             |
| 1992 | Donibaneko           | Arraun Lagunak       | Santurce             |
| 1993 | Pasajes de San Pedro | Donibaneko           | Ciudad de Santander  |
| 1994 | Pasajes de San Pedro | Donibaneko           | Orio                 |
| 1995 | Orio                 | Donibaneko           | Pasajes de San Pedro |
| 1996 | Orio                 | Pasajes de San Pedro | Fuenterrabía         |
| 1997 | --                   | --                   | --                   |
| 1998 | Orio                 | --                   | --                   |
| 1999 | Orio                 | --                   | --                   |
| 2000 | Orio                 | --                   | --                   |
| 2001 | Orio                 | --                   | --                   |
| 2002 | Orio                 | Urdaibai             | Pasajes de San Juan  |
| 2003 | Astillero            | Orio                 | Castro               |
| 2004 | Arkote de Plencia    | Santurce             | Ondárroa             |
| 2005 | Santurce             | Ciérvana             | Ondárroa             |